# Повінь у Європі (2013)

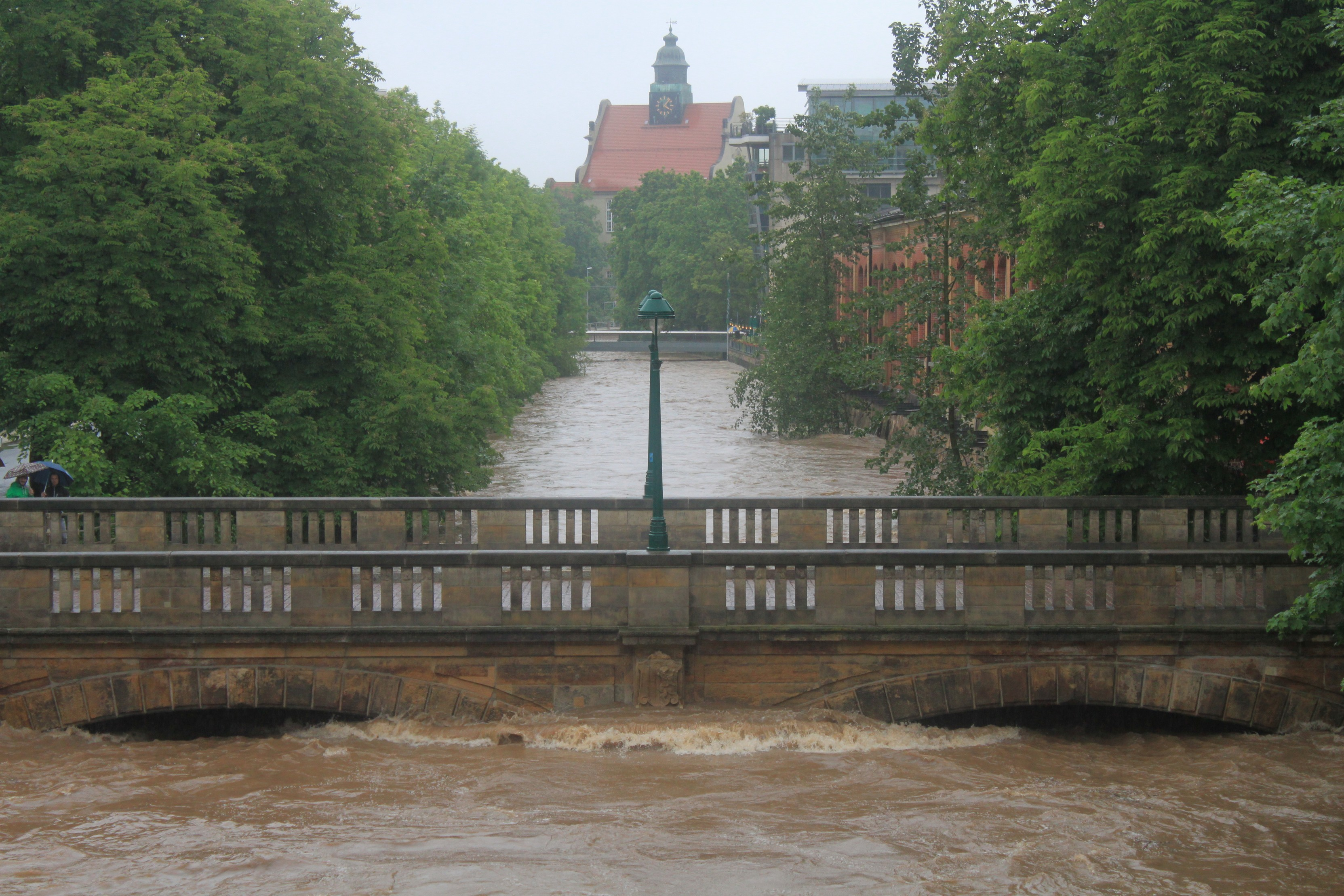
Повінь у місті Хемніц, Німеччина, 2 червня 2013 року.

Повінь у Центральній Європі почалася після кількох днів сильних злив у кінці травня — на початку червня 2013 року. Підтоплення і руйнування торкнулися переважно сходу Німеччини (землі Тюрингія, Саксонія, Саксонія-Ангальт, Нижня Саксонія, Баварія і Баден-Вюртемберг), Чехії (Богемія) та Австрії. Швейцарія, Словаччина, Білорусь, Польща та Угорщина також постраждали від наслідків повені, хоча меншою мірою. Паводок поширився вниз за течією Ельби, Дунаю та в басейні їх приток, що призвело до значного підйому рівня води і підтоплення берегів цих річок.
Повідомляється про загибель щонайменше 15 людей; 11 людей у Чехії, двоє в Австрії, одна людина в Словаччині і щонайменше одна людина в Німеччині.
Повені на півночі та сході Німеччини змусили владу країни організувати евакуацію десятків тисяч людей.
Європейська комісія зробила заяву, що Фонд Солідарності Європейського Союзу надасть допомогу постраждалим від повені.